# Betscheuma peranosyense
Betscheuma peranosyense är en mångfotingart som beskrevs av Jean-Paul Mauriès 1997. Betscheuma peranosyense ingår i släktet Betscheuma och familjen Pygmaeosomatidae. Inga underarter finns listade i Catalogue of Life.